# 會津鐵道AT-400型柴聯車
會津鐵道AT-400型柴聯車（日语：／ Aizu Tetsudō AT-400-gata kidōsha）是會津鐵道會津線使用的觀光用柴聯車，其暱稱為「風覽望」。會津鐵道在1999年向JR東日本引進日本國鐵KiHa35系柴聯車後改裝成會津鐵道AT-300型觀光小火車，於2000年再度改造成會津鐵道AT-100型榻榻米列車（AT-103號），並獲得旅客間的高度評價，因此會津鐵道決定引入新型的瞭望型柴聯車。最初該公司計畫製造新的瞭望車輛，但受限於預算而改向JR東日本購買已退役的日本國鐵KiHa40系511號柴聯車，在改造成AT-400型柴聯車後於2003年4月26日投入使用。
本型車登場時，車體前半部三分之一為高層展望座位，其餘的三分之二為一般座位。但因AT-103號於2016年6月退役，因此將車廂內的一般座位更換成舖有榻榻米的座位。由於本型車的部分購買費用由日本彩券協會補助，因此被歸類為「彩券號」列車。本型車的前端駕駛室為提供乘客觀賞的視野，因此將前窗的面積最大化；而後端的駕駛室則採用非貫通型，方便乘客在車廂之間移動。一般座位區的側窗則使用長1640mm，高1220mm的大型窗戶。